# ان‌جی‌سی ۷۴
ان‌جی‌سی ۷۴ (به انگلیسی: NGC 74) یک کهکشان با قدر ظاهری ۱۶ است که در صورت فلکی زن برزنجیر قرار دارد.